# 哈薩克斯坦 (阿拉科爾區)
46°11′52″N 81°1′4″E / 46.19778°N 81.01778°E
哈薩克斯坦，是哈薩克斯坦的城鎮，位於該國東部杰特苏州，由阿拉科爾區負責管轄，為避免與所屬國哈薩克斯坦混淆，當地人多稱呼原名扎加塔爾，面積約為9.4平方公里，2009年人口1,904。